# Ferid Chouchane
« Chouchène » redirige ici. Pour l’article homophone, voir Chouchen.
Ferid Chouchane ou Férid Chouchène, né le 19 avril 1973 à Sousse, est un footballeur international tunisien.

## Clubs

### Joueur
- 1990-1998 : Étoile sportive du Sahel (Tunisie)
- 1999-2000 : Al-Rayyan SC (Qatar)
- 2000-2004 : Club africain (Tunisie)

### Technicien

#### Entraîneur adjoint
- 2010-2011 : Wydad de Casablanca (Maroc)
- 2011-2012 : Étoile sportive du Sahel (Tunisie)

#### Directeur sportif
- 2012-2013 : Étoile sportive du Sahel (Tunisie)

#### Entraîneur
- 2014-2016 : USM Aït-Melloul (Maroc)
- novembre 2019-janvier 2020 : CS Menzel Bouzelfa (Tunisie)
- janvier-février 2020 : Youssoufia Berrechid (Maroc)
- août-novembre 2022 : Youssoufia Berrechid (Maroc)
- novembre 2022-juin 2023 : USM d'Oujda (Maroc)
- depuis février 2025 : JS Massira (Maroc)

## Palmarès
- Championnat de Tunisie : 1997
- Coupe de Tunisie : 1996, 2000
- Coupe de la CAF : 1995
- Supercoupe de la CAF : 1998
- Coupe d'Afrique des vainqueurs de coupe : 1997
- Coupe Sheikh Jassem du Qatar : 2000